# ルータイ
ルータイ（タイ語: พญาเลอไท、英語: Loe Thai）は、タイの古代王朝スコータイ王朝の第4代目王。1298年即位。ビルマのモン族王がスコータイへの服従を止めたので、ルータイ王は派兵したが失敗、スコータイ王朝の権威がうすれ、ラオス系諸王国やナコーンシータンマラートの王が服従を止めた。